# Compton I. White
Compton Ignatius White Sr. (* 31. Juli 1877 in Baton Rouge, Louisiana; † 31. März 1956 in Spokane, Washington) war ein US-amerikanischer Politiker. Zwischen 1933 und 1947 sowie zwischen 1949 und 1951 vertrat er den ersten Wahlbezirk des Bundesstaates Idaho im US-Repräsentantenhaus.

## Frühe Jahre
Schon im frühen Kindesalter zog Compton White mit seinen Eltern in das Rankin County im Staat Mississippi. Im Jahr 1890 ließ die Familie sich dann in Clark Fork im Bonner County in Idaho nieder. Compton White besuchte die jeweiligen öffentlichen Schulen und später das Metropolitan Business College in Chicago sowie die Gonzaga University in Spokane. Danach arbeitete er von 1897 bis 1903 in einem Telegrafenamt sowie von 1903 bis 1906 als Eisenbahnarbeiter und anschließend bis 1910 als Eisenbahnschaffner. In Clark Fork wurde White bald auch auf anderen Gebieten wie der Landwirtschaft, dem Bergbau und der Holzindustrie tätig.

## Politische Laufbahn
Compton White wurde Mitglied der Demokratischen Partei, deren Democratic National Conventions er in den Jahren 1928, 1932 und 1936 als Delegierter besuchte. Im Jahr 1930 kandidierte er erfolglos für das US-Repräsentantenhaus. Zwei Jahre später, im Jahr 1932, konnte er als Kandidat seiner Partei den Amtsinhaber Burton L. French besiegen und als Abgeordneter in den Kongress einziehen. Dieser Wahlsieg steht im Zusammenhang mit dem damaligen Bundestrend zu Gunsten der Demokraten, die mit Franklin D. Roosevelt auch die Präsidentschaftswahl dieses Jahres gewannen. Compton White trat sein neues Mandat am 4. März 1933 an und konnte es nach den entsprechenden Wiederwahlen bis zum 3. Januar 1947 in sieben zusammenhängenden Legislaturperioden ausüben. Zwischen 1935 und 1944 war er Vorsitzender des Ausschusses,  der sich mit Bewässerungsfragen (Committee on Irrigation and Reclamation) befasste. Er war auch Mitglied des Ausschusses für Maße und Gewichte.
Bei den Kongresswahlen des Jahres 1946 unterlag er dem Republikaner Abe Goff, aber schon bei der nächsten Wahl im Jahr 1948 konnte er sein Mandat im Kongress zurückerobern. Damit konnte er zwischen dem 3. Januar 1949 und dem 3. Januar 1951 eine weitere Legislaturperiode absolvieren.

## Weiterer Lebenslauf
Im Jahr 1950 kandidierte er nicht für eine weitere Amtszeit im US-Repräsentantenhaus. Stattdessen bewarb er sich erfolglos um die Nominierung seiner Partei für einen Sitz im US-Senat. 1952 strebte er noch einmal die Rückkehr in das Repräsentantenhaus an, wurde aber von seiner Partei nicht mehr nominiert. Danach zog sich White aus der Politik zurück. Er kehrte nach Clark Fork zurück und widmete sich seinen privaten Geschäften wie der Viehzucht und dem Bergbau. Er starb im März 1956 in Spokane. Sein gleichnamiger Sohn Compton vertrat zwischen 1963 und 1967 ebenfalls den ersten Wahlbezirk von Idaho im Kongress.